# Трапистка бира
Трапистката бира (на английски: Trappist beer; на френски: Bière trappiste; на нидерландски: Trappistenbier) е бира, произведена от или под контрола на трапистки монаси. В света има общо 174 трапистки абатства, като само единадесет от тях (шест в Белгия, две в Нидерландия, едно в Австрия, едно в САЩ, и едно в Италия) произвеждат трапистка бира и имат право да поставят върху етикетите на своите бири логото „Автентичен трапистки продукт“, което обозначава спазването на стандартите на „Международната трапистка асоциация“.

## Понятие и характеристика
Трапистката бира е вид ейл, попадащ в стиловете белгийски специален ейл и белгийски силен ейл. Терминът „трапистка бира“ е родов и описва източника на тези бири, като продукт на трапистки пивоварни, а не на определен стил бира. В действителност, бирите на различните трапистки манастири се различават значително и не са хомогенна група. Цветът им варира от сламено-бял до тъмнокафяв. Като алкохолно съдържание, те са по-силни – алкохолът варира от около 7 % до 12 %, за разлика от около 5 % при типичните лагери.
Въпреки че се придържат към историческите традиции, трапистките пивоварни днес до голяма степен са модернизирани, като част от работещите в тях са пивовари професионалисти, наети от съответното абатство. Те разполагат с модерни пивоварни съоръжения, информационно оборудване и добре разработени уеб сайтове. Независимо от това трапистките пивоварни остават верни на високото качество на произвежданата от тях бира.
Монасите-пивовари използват при производство на бирата специални дрожди, които предизвикват горна ферментация при висока температура. Бирата доферментира и отлежава в бутилки. В някои абатства по време на производството добавят течна захар, която повишава допълнително алкохолното съдържание. По-силните трапистки бири се отличават с богат и плътен вкус, а своя маслено-плодов аромат придобиват благодарение на високотемпературната ферментация и използването на различни сортове хмел.

## Трапистка бира и абатска бира
От трапистката бира следва да се отграничава т.нар. абатска бира. През последните десетилетия, терминът „абатска бира“ се използва като родово наименование за бири, произведени в трапистки стил, които обаче се правят от светски промишлени пивоварни, и не са свързани с трапистките абатства. Обикновено абатските бири се произвеждат по лицензи, издадени от съответното абатство или фондация, управляваща имуществото на вече несъществуващо абатство.

## История

### IХ–ХIХ век
Най-старите източници за варене на бира в манастирите са свързани с швейцарското абатство Санкт Гален и датират от 820 г. Манастирското пивоварство се разпространява бързо в цяла Западна Европа, така че до края на Средновековието почти всяко абатство има своя собствена пивоварна. От самото начало бирата, произведена във френските цистерциански манастири, се прави по строги правила. Така например, цистерцианското абатство в Солини ла Трап има собствена пивоварна през 1685 г. По-късно пивоварни се изграждат и в други абатства, а след възприемането на трапистките правила и в други страни в Европа.
Историята на трапистката бира е свързана с историята на Ордена на цистерцианците на строгото спазване. През 1663 г. Арман Жан Льо Бутилие дьо Рансе, абат на цистерцианското абатство Ла Трап в Солини ла Трап, Франция, като отчита, че монасите са станали твърде либерални, въвежда нов ред в абатството и изисква стриктното спазване на Правилата „Regula Benedicti“ на Свети Бенедикт, описващи идеалите и ценностите на монашеския живот.
Сред основните правила на Свети Бенедикт е правилото, че абатствата трябва да се самоиздържат, което се възприема и спазва в трапистките манастири. Така възниква ново монашеско реформистко движение, в отговор на отслабването на реда и морала в другите цистерциански манастири, което впоследствие дава началото и на нов монашески орден, който по името на абатството в Ла Трап започва да се нарича „трапистки“, а неговите членове – „траписти“. Официалното признаване и автономията на новия орден от този на цистерцианците става много по късно – през 1892 г.
Много от трапистките абатства и пивоварни в Европа са унищожени по време на Френската революция. Френското революционно правителство конфискува и продава манастирите и техните имоти. Ето защо когато се говори за съвременната трапистка бира, се има предвид бира, произведена от монасите в манастирите, възстановени или основани след 1796 г.
Абатство Вестмале произвежда първата си бира през 1836 г., абатство Вестфлетерен – през 1839 г., абатство Шиме – през 1863 г., абатство Рошфор – през 1899 г. Трапистите първоначално произвеждат бира само за нуждите на монашеските общности. През 1859 г. първо монасите от Шиме, а през 1861 г. и тези от Вестмале започват да продават бирата си и на пазара.

### ХХ век
През ХХ век, нарастващата популярност на трапистките бири, води до множество злоупотреби, особено през 1930-те и 1950-те години, от страна на недобросъвестни пивовари, които без да имат никаква връзка с траписткия орден, започват да поставят на произвежданите от тях бири наименованието „трапистка бира“. Върху етикетите се появяват монаси в дрехи, подобни на тези на монасите-траписти, или се ползват имената на разрушени, изоставени и вече несъществуващи цистерциански или трапистки абатства. Резултатът е пълно объркване на потребителите и трапистките абатства са принудени да започнат съдебни дела срещу някои от тези пивовари, за да се изясни ситуацията с трапистката бира за потребителите.
През 1932 г. абатството Вестмале регистрира като търговска марка наименованието „Trappistenbier“. През 1935 г. възниква разногласие между абатството и белгийски пивовар от района на Антверпен (Белгия), който произвежда и продава бира, обозначена като „трапистка“. Монасите завеждат дело за нелоялна конкуренция, като претендират обезщетение за претърпени вреди в размер на 250 000 белгийски франка. Търговският съд на Антверпен отхвърля иска, като изтъква в решението си, че наименованието „трапистка“ не е специална марка, а се отнася за няколко бири, произвеждани в различни трапистки абатства, както и че трапистките монаси и абатства не са търговци (нямат търговско качество по смисъла на търговското право), поради което не могат да претендират обезщетение за нелоялна конкуренция от истински търговец (лице което има качеството търговец по смисъла на търговското право).
Това решение, макар и обосновано с формални доводи, става причина през следващите 30 години – до 1962 г. няколко немонашески и светски пивоварни да използват наименованието „трапистка бира“ в търговските марки на бирите си.
През 1960 г. пивоварната „Brasserie de Veltem“ от Льовен пуска на пазара бира с името „Veltem Trappist“. Този път абатство Орвал започва съдебна процедура против злоупотребата с името. На 28 февруари 1962 г. съдът в Гент (Белгия) постановява осъдително решение срещу пивоварната „Veltem“ за злоупотреба с търговската марка „Veltem Trappist“. В решението на съда се посочва: „... Наименованието „трапистка“ се използва често, за да се обозначи една бира, произведена и продавана от монаси, принадлежащи към Ордена на трапистите, или от хора, които са получили разрешение за това... така че „трапистка бира“ се нарича бирата, произведена от трапистки монаси, а не бира в трапистки стил, която по-скоро трябва да се нарича „абатска бира“...“. 
Решението на съда в Гент има изключително важно значение за защита на наименованието на продуктите, произвеждани в трапистките манастири. Тъй като името „трапистка“ обозначава произхода на продукта, след постановяване на решението всички фирми, които без основание използват наименованията „трапистки“ или „трапистка бира“ на етикетите на своите бири, могат да бъдат съдени за злоупотреба и използване на нечестни бизнес практики. Решението на съда в Гент дефинира в правен аспект понятието „трапистка бира“, както и категорията на т.нар. „абатски бири“, които са произведени от комерсиални пивоварни в „трапистки стил“.
На 6 септември 1985 г., Търговският съд в Брюксел постановява още по-категорично решение: „...Сега е общоизвестно, че съществуват специални стандарти за качеството на продуктите, произведени от монашески общности, и това е особено вярно за трапистките абатства...“.
Въпреки тези важни съдебни решения, налице са две изключения през периода 1962 – 1992 г. И в двата случая две светски пивоварни използват името „трапистка бира“, въз основа на съответни споразумения, сключени с абатствата Вестфлетерен и Вестмале.
Едното изключение касае пивоварната „Sint Bernardus“ във Вату (Watou), понастоящем квартал на Поперинге, провинция Западна Фландрия, която произвежда „трапистка“ бира с марката „Sint Sixtus“. През 1946 г. абатството Вестфлетерен сключва споразумение с пивоварната „Sint Bernardus“ за производство на трапистка бира по рецепта на абатството. Между 1946 и 1992 г., „Sint Bernardus“ произвежда бирата по лиценз с марката „Sint Sixtus Abt“, с алкохолно съдържание 12 %. През 1992 г. изтича срокът на последния лицензионен договор от 1962 г. Срокът на договора не е продължен и след 1992 г. до наши дни бирата, произвеждана в пивоварната във Вату, се продава като „абатска бира“ с марка „Sint Bernardus“.
Другото изключение е пивоварната „Verlinden“ в Брасхат, провинция Антверпен, която произвежда „трапистката бира“ „Witkap Pater“. През 1919 г. белгийският учен Хендрик Верлинден придобива пивоварната „De Drie Linden“. През 1926 – 1929 г. той консултира пивоварната на абатство Вестмале. През 1929 г. вдъхновен от бирата на монасите от Вестмале, Верлинден започва производство на бира в трапистки стил, която от 1932 г. продава с търговската марка „Witkap Pater Trappistenbier“. Тази търговска марка се използва от пивоварната до 1981 г. Производството е прекратено за кратко в края на 1970-те г., и възобновено от пивоварната „Luyten“. През 1981 г. бирата преминава в портфолиото на пивоварната „Slaghmuylder“ в Нинове (Белгия) и оттогава се произвежда и продава под името „Witkap Pater“.
Опитите за неправомерна търговска експлоатация на наименованието принуждават през 1997 г. осем трапистки абатства да основат „Международната трапистка асоциация“ (ITA), която защитава интересите на автентичното трапистко производство и гарантира качеството и уникалността му чрез присъждане на знака и логото „Автентичен трапистки продукт“.
През 1999 г. пивоварната на нидерландското абатство Конингсхуфен преминава под контрола на „Koningshoeven Brewery“ – дъщерно дружество на нидерландската пивоварна компания „Bavaria Brewery“. В резултат на това възниква спор с Международната трапистка асоциация, за използването на логото „автентичен трапистки продукт“ върху етикетите на бирата „La Trappe“. Въпреки че бирата продължава да се произвежда в рамките на стените на абатството, от асоциацията смятат търговското споразумение с „Bavaria Brewery“ за твърде комерсиално и несъвместимо с траписткия ред. На 1 декември 1999 г. пивоварната се отказва от използване на логото, но продължава да поставя върху етикетите на бирата названието „трапистка бира“. След продължителен период на проучване и взаимни отстъпки абатството Конингсхуфен преразглежда търговското споразумение за сътрудничество с „Bavaria Brewery“ и сключва ново споразумение, в което позициите на абатството относно контрола върху производството на бира са засилени и гарантирани.
Работата на пивоварната преминава отново под контрола на монасите, а „Koningshoeven Brewery“ се занимава с управлението на производството. Монасите се задължават да работят в пивоварната по няколко часа всеки ден. На 7 октомври 2005 г. „Международната трапистка асоциация“ публикува официално прессъобщение, с което обявява, че отново предоставя на абатството Конингсхуфен правото да използва върху бирите „La Trappe“ логото „Автентичен трапистки продукт“.
Международната трапистка асоциация следи строго за пресичане опитите за неправомерно ползване на наименованието „трапистка бира“. След 2000 г. такива опити са пресечени в САЩ, а през 2005 г. и в Чехия, където пивоварната „Zeliv“ обявява във френската версия на своята интернет страница, че произвежда трапистка бира. След намеса на адвокатите на асоциацията нарушенията са преустановени.

### Трапистки пивоварни
Днес действащи са единадесет трапистки пивоварни, шест в Белгия – Вестмале, Вестфлетерен, Шиме, Рошфор, Орвал и Ахел, две в Нидерландия – (Конингсхуфен и Зюндерт), една в Австрия – Енгелсцел, една в САЩ – Абатство Спенсър, и една в Италия – Абатство Тре Фонтане.
Известно е, че в миналото трапистка бира се прави и в следните абатства: Мариавалд (Германия), Ла Трап (Франция), Мельора (Франция), Мон де Ка (Франция), Сет Фон (Франция), Шамбаран (Франция), Ольонберг (Франция), Дьо Гар (Франция), Порт дю Салю (Франция), Бон Репо (Франция), Notre Dame de Staoueli (Френски Aлжир), Тегелен (Нидерландия), Мария Звиезда в Баня Лука (Босна) и Notre Dame des Mokoto (Gisenyi, Руанда).
В голямата си част тези трапистки пивоварни са унищожени по време на Френската революция и Първата световна война. Пивоварните традиции на някои от тях са продължени от светски пивоварни, какъвто е случая с пивоварната „Banjalučka pivara“ в Баня Лука, Босна.
На 16 юни 2011 г. френското абатство Мон де Ка започва продажба на собствена марка трапистка бира. Абатството няма собствена пивоварна и за момента не планира изграждането на такава, поради големите разходи и липсата на майстори пивовари сред самите монаси, макар че не се изключва в бъдеще манастирската пивоварна, разрушена през 1918 г. да бъде възстановена.
Понастоящем трапистката бира „Mont des Cats“ се произвежда от трапистката пивоварна „Chimay“ в Белгия и има право да се нарича „трапистка“, но без право да носи знака „Автентичен трапистки продукт“.
На 8 февруари 2012 г. в новата пивоварна в австрийското абатство Енгелсцел е сварена първата трапистка бира след затварянето на пивоварната през 1929 г. Новата австрийска бира е пусната на пазара през май 2012 г. под марката „Engelszell“. Тя е направена по метода на високата ферментация в две разновидности (светло-кехлибарена и тъмна), със съдържание на алкохол между 7 и 10 об.%.  Тя е осмата трапистка бира, която носи логото „Автентичен трапистки продукт“.
През 2011 г. и нидерландското абатство Мария Туфлюхт в Зюндерт обявява плановете си да открие собствена пивоварна в абатството. Първоначалните им намерения са първата им бира да бъде произведена в края на 2012 г. През октомври 2012 г. започва строителството на нова абатска пивоварна, което приключва през април 2013 г. Пивоварната е оборудвана с инсталация, доставена от Германия. Пивоварната е наречена „De Kieviet“ на птицата обикновена калугерица, която става и емблема на новата пивоварна. В края на пролетта на 2013 г. е сварена първата полутъмна 8 градусова бира Zundert Trappist, която е официално представена пред публиката на 29 ноември 2013 г. . На 10 декември на бирата е присъдено логото „Автентичен трапистки продукт“.
В края на 2013 г. започва производството и на първата американска трапистка бира на абатство Спенсър, разработена в тясно сътрудничество с монасите от абатство Шиме. На 10 декември 2013 г. американският трапистки ейл също получи правото да носи знака „Автентичен трапистки продукт“.

## Международна трапистка асоциация
През 1997 г., осем трапистки абатства – шест от Белгия (Вестмале, Вестфлетерен, Шиме, Рошфор, Орвал и Ахел), едно от Нидерландия (Конингсхуфен) и едно от Германия (Мариавалд), основават „Международна трапистка асоциация“ (ITA), за да се предотврати злоупотребата с траписткото име и марка от страна търговски компании, несвързани по никакъв начин с трапистките манастири.
Тази частна асоциация създава свое лого, представляващо шестоъгълник с означение „Автентичен трапистки продукт“, което се поставя върху продукти и стоки, произведени в трапистките манастири – сирене, бира, вино, ликьор, шоколад, бисквити, пчелен мед, гъби, хранителни добавки и други козметични, почистващи и религиозни стоки, което гарантира спазването на определени критерии и стандарти при тяхното производство.
По отношение на трапистките бири, тези критерии са следните:
1. Бирата трябва да бъде произведена в рамките на стените на траписткото абатство – или от самите монаси или под техен надзор.
2. Пивоварната трябва да бъде от второстепенно значение за абатството и производството и търговията с бира трябва да се основават на практики, присъщи на монашеския начин на живот и траписткия ред.
3. Пивоварната не е предназначена да бъде търговско и комерсиално предприятие. Икономическата цел на пивоварна трябва да бъде насочена към помощ, а не към финансова печалба. Доходите от продажбите на бирата трябва да покриват разходите за живот на монасите и поддръжката на манастирските сгради и съоръжения. Остатъкът от дохода трябва да е предназначен за благотворителност, за социални дейности и подпомагане на нуждаещите се лица.
4. Трапистката пивоварна трябва да бъде обект на постоянно наблюдение, за да се гарантира безупречното качество на произвежданата от нея бира.

От основаването ѝ, към организацията се присъединяват още 11 трапистки манастира – пет от Белгия (Брехт, Бриалмон, Клерфонтен, Клаарланд и Солеймон), три от Нидерландия (Ехт, Тегелен и Мария Туфлюхт), един от Австрия (Енгелсцел), един от Франция (Мон де Ка и един от САЩ (Сейнт Джоузеф, Спенсър (Масачузетс).
В края на 2012 г. членове на асоциацията са 19 трапистки манастира.
Знакът „Автентичен трапистки продукт“ за съответните на свои продукти имат право да поставят само следните абатства: белгийските Ахел – за бира, Орвал – за бира и сирене, Скурмон (Шиме) – за бира и сирене, Рошфор – за бира, Вестмале – за бира и сирене, и Вестфлетерен – за бира; нидерландските Конингсхуфен – за бира, хляб, бисквити и шоколади, и Ехт-Тегелен – за ликьори; и австрийското абатство Енгелсцел – за бира и ликьори.

## Производство
Производство на трапистките пивоварни:
| Бира             | Пивоварна                              | Страна | П-во от | Видове бира | Год.п-во (в hL)   |
| ---------------- | -------------------------------------- | ------ | ------- | --- | ----------------- |
| Chimay           | Bières de Chimay                       |        | 1863    | Chimay dorée (4,8%), Rouge (7%), Triple (8%), Bleu (9%)                                                                                             | 120 000 hL (2006) |
| Orval            | Brasserie d'Orval                      |        | 1931    | Orval (6,2%), Orval Vert (3,5%), Hausbier (1%) | 45 000 hL (2006)  |
| Rochefort        | Brasserie de Rochefort                 |        | 1899    | Rochefort 6 (7,5%), Rochefort 8 (9,2%), Rochefort 10 (11,3%)                                                                                        | 20 000 hL (2006)  |
| Westmalle        | Brouwerij der Trappisten van Westmalle |        | 1836    | Dubbel (7%), Tripel(9,5%), Extra (<7%) | 120 000 hL        |
| Westvleteren     | Brouwerij Westvleteren                 |        | 1838    | Westvleteren 6 (5,8%), Westvleteren 8 (8%), Westvleteren 12 (10,2%)                                                                                 | 4800 hL (2006)    |
| Achel            | Brouwerij de Achelse Kluis             |        | 1998    | Blonde (5%), Brune (5%), Blonde (8%), Brune (8%), Blfnde Extra (9,5%), Brune Extra (9,5%)                                                           | 2000 hL (2006)    |
| La Trappe        | Brouwerij de Koningshoeven             |        | 1884    | Blond (6,5%), Dubbel (7%), Isid'or (7,5%), Tripel (8%), Quadrupel (10%), Quadrupel Oak Aged (10%), Witte Trappist (5,5%), Bokbier (7%), PUUR (4,7%) | 100 000 hL        |
| Mont des Cats    | Bières de Chimay                       |        | 2011    | Mont des Cats (7,6 %) | -                 |
| Engelszell       | Klosterbrauerei Stift Engelszell       |        | 2012    | Benno (6,9 %), Gregorius (9,7 %) | 2500 hL           |
| Zundert Trappist | Trappistenbrouwerij de Kievit          |        | 2013    | Tripel (8%) | 3000 hL           |

## Класификация на трапистките бири

### Системи за класификация
С изключение на бок бирата, произвеждана от абатството Koningshoeven, която е тип лагер всички останали трапистки бири са от типа ейл, направени по метода на високата ферментация, с допълнителна доферментация в бутилките. Трапистките пивоварни използват различни системи за обозначаване на номенклатурата на своите бири, които се отнасят основно до относителното алкохолно съдържание на бирата в произвеждания диапазон.
Цветът на бирата се използва за обозначаване на различните видове бира, като тази система датира от времето, когато бирените бутилки все още са били без етикет. Етикетите на бирите „Chimay“ се основават на цветовата система (Chimay Rouge (червено), Chimay Bleue (синьо), Chimay Blanche (бяло), Chimay Dorée (златно). Бирите „Westvleteren“ все още се предлагат за продажба без етикети, но използват капачки в различна цветова гама (Westvleteren Blonde (зелена капачка), Westvleteren 8 (синя капачка), Westvleteren 12 (жълта капачка). Пивоварната на Koningshoeven произвежда марката „Trappe Witte Trappist“ – бяла нефилтрирана бира, направена предимно от пшеничен малц и с много ароматни сортове хмел.
Има и числова система (6, 8 и 10, използвана от Rochefort и 5, 8 и 9,5 – от Achel), която дава индикация на силата на бирата, но не е задължително алкохолното съдържание да съответства точно на посочената цифра. Achel допълнително комбинира при обозначаването силата и цвета на самата бира (Achel Blonde 5, Achel Brune 5, Achel Blonde 8, Achel Brune 8).
Според най-известната система, трапистките бири се делят на Enkel (единичен ейл), Dubbel (двоен ейл) и Tripel (троен ейл). Бирите Enkel вече почти не се произвеждат. Пивоварната на Koningshoeven произвежда и бира Quadrupel (четворен ейл) с марката „La Trappe Quadrupel“, която е с още по-високо алкохолно съдържание от Tripel.

### Patersbier
„Patersbier“ или „Fathers' beer“ (бира на отците, монашеска бира) е термин, който означава най-слабата бира, произвеждана в трапистките пивоварни, която обикновено се прави да бъде консумирана от самите монаси, въпреки че понякога е достъпна в рамките на съответното абатство и може да се предлага на място в абатското кафене или бирария. Примери за трапистки Patersbier са „Chimay Dorée“ и „Petite Orval“.

### Enkel
Enkel (единичен ейл), е термин, който се използва в миналото от трапистките пивоварни (пр. La Trappe Enkel), за да обозначат своите най-леки бири. В наши дни наименованието Enkel се използва за бири, произведени от немонашески (светски) пивоварни. Enkel може да изпълнява ролята на patersbier, какъвто е случаят с най-леката бира на пивоварната „Koningshoeven“, когато е в производство.

### Blond
За своите светли силни бири с алкохолно съдържание 6,0 – 7,5 % трапистките пивоварни използват марките „Blond(е)“ (La Trappe, Westvleteren), „5“ (Achel) или „6“ (Rochefort) за обозначаване на най-леката бира на пивоварната. Блонд ейлът се прави от белгийски пилз малц, ароматни малцове, течна захар канди или захароза, белгийски щамове дрожди, произвеждащи сложни алкохол, феноли и аромати, благороден хмел от сортовете Styrian Goldings или East Kent Goldings. Цветът варира от светло до тъмнозлатист, бирата е с много добра прозрачност и образува голяма плътна кремовидна пяна с бял до кремав цвят. Характеризира се с малцова сладост, лек хмелен привкус и богат и пикантен аромат на хмел и сладък малц.

### Dubbel
Dubbel (двоен ейл) е термин, използван от трапистките пивоварни. Dubbel бира е произведена за пръв път в пивоварната на абатството Westmalle през 1856 година. „Westmalle Dubbel“ впоследствие е имитиран и от други пивоварни, трапистки и търговски, в Белгия и в други страни, което води до появата на стила Dubbel. Dubbel е доста силен кафяв ейл с алкохолно съдържание 6 – 8 %, с умерена горчивина, висока плътност и подчертан плодов вкус, с нотки на зърнени култури. Примери за трапистки Dubbel бири са: „Westmalle Dubbel“, „Chimay Red/Premiere“, „La Trappe Dubbel“ и „Achel 8 Bruin“.

### Tripel
Tripel (троен ейл) е термин, използван от трапистките пивоварни, за да обозначат своите най-силни бири. Този стил е разработен през 1930 г. в абатството Вестмале. Абатската пивоварна пуска на пазара първия си tripel под името „Superbier“ през 1934 г. През 1956 г., рецептата е модифицирана от брат Томас, главен пивовар на Вестмале, чрез добавянето на повече хмел, и бирата приема името Tripel, като остава по същество непроменена до наши дни. Tripel е силен светъл ейл, отличаващ се със сладост, богат малцов вкус, и с алкохолно съдържание от 8 до 10 %. Примери за трапистки tripel бири са: „Achel 8“, „Westmalle Tripel“, „La Trappe Tripel“ и „Chimay Blanche“. Tripel бързо става популярен стил и се разпространява в САЩ и други страни, и се прилага от редица светски пивоварни (напр. Bosteels и St.Bernardus), произвеждащи силни светли бири в стила на „Westmalle Tripel“.

### Quadrupel
Quadrupel (четворен ейл) е термин, използван от траписткото абатство Конингсхуфен за най-силната им бира „La Trappe Quadrupel“. Quadrupel е с по-високо алкохолно съдържание от Tripel – 10 % или повече. „La Trappe Quadrupel“ се отличава с красив кехлибарен цвят и леко сладък и приятно горчив вкус. Бирата ферментира и отлежава в дъбови бъчви. Quadrupel се произвежда и от други търговски пивоварни – напр. „Préaris Quadrupel“ на „Brouwerij Vliegend Paard“ и сезонния „Schlafly Quadrupel Ale“ на „Saint Louis Brewery“. В Белгия и Нидерландия бири в подобен стил използват и обозначението „Grand Cru“. В други страни, особено САЩ термините quadrupel или quad могат да се отнасят и до особено силен тъмен ейл, с характерен пикантен, зрял плодов аромат.

### Belgian Dark Strong Ale
Тъмният силен ейл обикновено се прави с белгийски дрождени щамове, произвеждащи сложни алкохоли, феноли и ефири, мека вода и сложна зърнена основа: белгийски пилзенски или пейл малц, малцове от мюнхенски тип за малцов привкус и други специални малцове за придаване специфичен характер на бирата, тъмна течна захар канди за придаване на вкус и цвят и благороден хмел – английски сортове или от сорта Styrian Goldings. Цветът варира от тъмнокехлибарен до тъмно меднокафяв и почти черен Алкохолно съдържание варира от 8 до 12 + %. Типични търговски марки са: „Rochefort 10“, „Westvleteren 12“, „Chimay Grande Reserve“ (синьо) и „Rochefort 8“.

### Belgian Specialty Ale
Това е универсална категория за всеки тип белгийска бира, която не може да бъде включена в останалите категории белгийска бира. В нея се включват специфични, особени бири (трапистката Orval); бири нямащи собствена категория (напр. барлиуайн в белгийски стил, трапистките ейлове Enkel и Quadrupel, белгийските коледни бири с подправки) или експериментални уникални бири, отклоняващи се от стандартите на определена категория (напр. белгийски силен златист ейл с подправки).

### Bockbier
Единствената трапистка бок бира се произвежда от пивоварната на абатството Koningshoeven под марката „La Trappe Bockbier“. Освен единствената трапистка бок бира, тя е и единствената в света бира бок, която продължава леко да ферментира и в бутилката. „La Trappe Bockbier“ е сезонен продукт и се произвежда през есента. Отличава се с рубиненочервен цвят, плътен вкус, малцов аромат и леко горчив послевкус на печен малц и хмел.

### Witbier
Единствената трапистка уит бира се произвежда от пивоварната на абатството Koningshoeven под марката „La Trappe Witte Trappist“. Това е бяла нефилтрирана бира, направена предимно от пшеничен малц и с много ароматни сортове хмел, с алкохолно съдържание 5,5 %.

## Марки трапистка бира

### Achel
„Ахел“ е трапистка бира, произведена и бутилирана в пивоварната на абатство „Ахел“ в гр.Хамонт-Ахел (Белгия). Монасите на Свети Бенедикт се установяват в Ахел през 1846 г., когато е закупена земята, върху която впоследствие са построени манастирските и стопански сгради. С Кралски указ № 1 от 12 юли 1850 г., белгийският крал Леополд I разрешава да се изгради пивоварна в абатството за производство на бира изключително за нуждите на монашеската общност. Пивоварната е изградена през 1850 г., а първата бира е сварена през 1852 г. Годишното производство по данни за 2010 г. възлиза на 4500 хектолитра бира.
Търговската гама от бири „Achel“ включва четири разновидности на класическата трапистка бира:
- Achel Blonde 8° – силна светла бира с алкохолно съдържание 8 %. Отличава се със светлооранжев цвят, плътност и комплексен плодов вкус и аромат, с нотки на портокал, праскова, круша, малц и хляб.
- Achel Bruin 8° – силна тъмна бира с алкохолно съдържание 8 %. Отличава се с рубинено-кафяв цвят, плътност и аромат на малц, кафява захар, ябълки и стафиди.
- Achel Extra Blonde – силна светла бира с алкохолно съдържание 9,5 %, бутилирана в 750 мл бутилки. „Achel Екстра Blonde“ се продава само в абатството.
- Achel Extra Brune – силна тъмна бира с алкохолно съдържание 9,5 %, бутилирана в 750 мл. бутилки, в производство от 2 май 2002 г. Отличава се с червено-кафяв цвят, плътност сладост, с аромат на кристална захар и малц и алкохол.

Освен тях пивоварната произвежда две бири с по-ниско алкохолно съдържание, предназначени за собствени нужди на абатството и достъпни само в бирарията в абатството (т.нар. Paterbier):
- Achel Blonde 5° – светла бира с алкохолно съдържание 5 %.
- Achel Bruin 5° – тъмна бира с алкохолно съдържание 5 %.

### Chimay
„Шиме“ е трапистка бира, произведена и бутилирана в пивоварната на абатство „Скурмон“ в гр.Шиме, (Белгия). Абатството е основано от трапистки монаси от абатство „Вестфлетерен“ на 25 юли 1850 г. Манастирската пивоварна е построена през 1862 г. През 1863 г., монасите варят първата си бира.  Производство на пивоварната по данни за 2010 г. възлиза на 123 000 хектолитра бира годишно.
Търговският асортимент на пивоварната включва три основни марки, които се бутилират в стъклени бутилки от 0,33 l и 0,75 l:
- Chimay Rouge (червена капачка и етикет) – силна бира с медночервен цвят, с алкохолно съдържание 7 % и сладък плодов аромат на кайсия, малц и сено. Произвежда се от 1948 г. В бутилки от 0,75 l се продава под името Chimay Première.[36][37]
- Chimay Blanche или Chimay Tripel (бяла капачка и светложълт етикет) – силна бира с алкохолно съдържание 8 %, тъмнооранжев цвят, със силна хмелна горчивина, плодов аромат с нотки на мускатово грозде, стафиди, ябълка и грейпфрут и послевкус на горчиви бадеми, мед и хляб. Произвежда се от 1966 г. В бутилки от 0,75 l се продава под името Chimay Cinq Cents. Името на френски език означава „пет века“, и е дадено по повод 500-тната годишнина на град Chimay през 1986 г. Избрана е за бира на 1986 г.[38][39]
- Chimay Bleue (синя капачка и етикет) – най-популярната марка Chimay. Силна бира с алкохолно съдържание 9%, с медно-кафяв цвят, с леко горчив вкус и аромат на плодове, малц и карамел, с нотки на синя слива. Произвежда се от 1954 г. В бутилки от 0,75 л. се продава под името Chimay Grande Réserve.[40][41][6]

Освен тях пивоварната произвежда и бира с по-ниско алкохолно съдържание (т.нар. Paterbier), предназначена за собствени нужди на монасите и достъпна за продажба само в абатството и в близката таверна „Hostel Poteaupré“.
- Chimay Dorée (златна капачка и черен етикет) – лека бира с алкохолно съдържание 4,8 %, с тъмно оранжев цвят, с аромат на грейпфрут, цитруси и мед.[42]

### Orval
„Орвал“ е трапистка бира, произведена и бутилирана в пивоварната на абатство „Орвал“ във Villers Devant Orval, (Белгия). Абатството е основано през 1070 г. от италиански монаси – бенедиктинци от Калабрия, Южна Италия. Монасите имат силни и войнствени съседи и през последващите столетия абатството многократно е разрушавано и опустошавано от чужди войски. Възстановяването на абатството започва отново през 1926 г. върху основите на сградите от ХVIII век от монаси-цистерцианци от абатството Sept-Fons в Bourbonnais и е окончателно завършено през 1948 г. През 1931 г. е възстановена абатската пивоварна, през следващата година е произведена първата бира.
Търговският асортимент на пивоварната включва две марки (само една от тях е достъпна на пазара):
- Orval (син етикет) – бира с кехлибарено-оранжев цвят и алкохолно съдържание около 6,2 %. Отличава се с аромат на портокалови кори, чай, парфюм, фъстъци, оцет и сметана; със силна хмелна горчивина, мек вкус и много дълъг послевкус на горчив портокал и сметана. Предлага се в бутилки от 0,33 l и е достъпна за продажба в търговската мрежа.
- Orval Vert или Petit Orval (зелен етикет) – бира с червено-оранжев цвят, алкохолно съдържание около 3,5 %, с пикантен цитрусов аромат с нотки на карамел; гладка, с лека горчивина. Продава се в бутилки от 0,33 l, като е достъпна за продажба само в абатството и в странноприемницата „L`Ange Gardien“ в близост до манастира.[45]

Монасите варят за собствени нужди и по слаба бира, която не се предлага за продажба:
- Orval Hausbier – слаба бира с алкохолно съдържание около 1 %.

### Rochefort
„Рошфор“ е трапистка бира, произведена и бутилирана в пивоварната на абатство „Рошфор“ в гр.Рошфор (Белгия). Абатството е основано през 1230 г. от монаси-цистерцианци. Първите документирани източници за производство на бира в абатската пивоварна са от 1595 г. През многовековното си съществуване, абатството многократно е в епицентъра на въоръжени конфликти и войни. По време на Френската революция абатството е разрушено от войските на френската революционна армия, през 1796 г. земите на абатството са продадени на частно лице. Новата история на абатството започва през 1887 г., когато бившите манастирски земи са закупени от трапистки монаси от абатство „Ахел“, които възстановяват абатството и построяват нови манастирски сгради. Скоро след това, през 1899 г. е възобновено и производството на бира. Годишното производство на пивоварната по данни за 2010 г. възлиза на 18 000 хектолитра.
Търговският асортимент на пивоварната включва три марки бира:
- Rochefort 6 (червена капачка) – тъмна бира с червеникавокафяв цвят и алкохолно съдържание 7,5 %. Отличава се с умерена горчивина и сладост и с леко пикантен аромат и интензивен вкус на малц, карамел, шоколад, плодове и стафиди. За първи път е произведена през 1953 г. под името „Rochefort Middel“ и делът и в производството е около 10 %.
- Rochefort 8 (зелена капачка) – тъмна бира с червеникавокафяв цвят и алкохолно съдържание 9,2 %. Отличава се с по-изразени малцов вкус, силна горчивина, и плодов аромат с нотки на бадеми, сини сливи, шоколад, нуга и печен малц. За първи път е произведена през 1955 г. и има най-голям дял – около 60 % от производството. Продава се в бутилки от 0,33 l и има срок на годност до 5 години.
- Rochefort 10 (синя капачка) – тъмна бира с червеникавокафяв цвят и алкохолно съдържание 11,3 %. Отличава се с балансиран сладко-горчив вкус и комплексен аромат на смокини, сливи, нуга, ядки, алкохол и шоколад. За първи път е произведена през 1953 г. под името „Rochefort Merveille“ и заема дял около 30 % от производството. Продава се в бутилки от 0,33 l, и има срок на годност до 5 години.

### Westmalle
„Вестмале“ е трапистка бира, произведена и бутилирана в пивоварната на абатство „Notre-Dame du Sacré-Cœur“ в селището Вестмале (Белгия). Абатството е основано като приорат на 6 юни 1794 г. През 1836 г. започва изграждането на пивоварна, a на 10 декември 1836 г. е произведена първата партида бира. В продължение на много години, бира се произвежда само за собствено потребление от монасите. Едва през 1856 г. монасите започват да продават бира на входа на абатството. Според счетоводни книги на абатството кафявата абатска бира е продавана на цена шестдесет белгийски франка на 1 януари 1861 г. След разширение и модернизация на производството през 1991 и 2000 г. пивоварната Westmalle е в състояние да произвежда 45 000 бутилки на час. По данни за 2010 г. годишното производство на пивоварната е 120 000 хектолитра бира.
Търговският асортимент на пивоварната включва три марки:
- Westmalle Dubbel – силна тъмна бира червеникаво-кафяв цвят, с алкохолно съдържание 7 %. Отличава се с богат вкус и аромат на кафе, тъмен малц и плодове, с дълъг, сух послевкус. Това е първият пример на трапистка бира Dubbel. Пусната е в производство през 1856 година, като рецептата за производство е променяна за последно през 1926 година. Бутилира се в стъклени бутилки от 0,33 л. и 0,75 л. (Magnum).[52]
- Westmalle Tripel – светла силна бира със златист цвят и алкохолно съдържание 9,5 %. Отличава се с вкус на хмел, лека горчивина и плодов аромат с нотки на ванилия и дълъг, сух и приятно горчив послевкус. Това е първият пример на трапистка бира Tripel. Първата бира с това име се появява на пазара през 1934 година, като рецептата за производство не е променяна от 1956 г. Бутилира се в стъклени бутилки от 0,33 л. и 0,75 л. (Magnum). Бирата преминала вторична ферментация в бутилките в продължение на три седмици.[53]
- Westmalle Extra – лека бира със светло златист цвят, свеж вкус и аромат и алкохолно съдържание 4,5 – 5,0 %. Тази бира обикновено е предназначена за собствени нужди на абатството и за неговите гости; достъпна е за продажба само в абатството (т.нар. Paterbier). Бутилира се в стъклени бутилки от 0,33 л.

### Westvleteren
„Вестфлетерен“ е трапистка бира произведена и бутилирана в пивоварната на абатство „Sint-Sixtus“ в село Вестфлетерен (Белгия). Монашеската общност е създадена като приорат през 1831 г., която през 1871 г. става трапистко абатство. Westvleteren е най-малката трапистка пивоварна. Данни за пивоварната са документирани за първи път на 15 юни 1838 г. като в документи се посочва, че са изразходвани 919 франка за покупка на стара пивоварна. През май 1839 г., пивоварната получава лиценз за производство на бира и през същата година е сварена първата бира. Годишното производство по данни за 2010 г. е 4800 хектолитра.
Търговският асортимент на пивоварната включва три основни марки:
- Westvleteren Blonde(зелена капачка) – светла бира с алкохолно съдържание 5,8 %, с тъмнооранжев цвят, със силна горчивина, с плодов вкус и аромат, с нотки на цитруси и сметана. Произвежда се от 1999 година. Тази марка заменя на пазара Westvleteren 6 Special (червена капачка, с алкохолно съдържание 6,2%) и Westvleteren 4 Double (зелена капачка, 3,5%)
- Westvleteren 8 (синя капачка), известна и като Westvleteren Extra 8 – силна тъмна бира с алкохолно съдържание 8 %. Отличава се с тъмнокафяв цвят, силна горчивина, сложен и богат вкус, и аромат на шоколад и плодове, с нотки на стафиди, пъпеш, крем и малц, с много дълъг послевкус на хляб, малц, сушени плодове и алкохол.
- Westvleteren 12 (жълта капачка), известна и като Westvleteren Abt 12 – силна тъмна бира с алкохолно съдържание от 10,2 %. Произвежда се от 1940 година. Отличава се с тъмнокафяв цвят и комплексен аромат на карамел, хляб, стафиди и черен шоколад, с впечатляващ малцов вкус и отличен баланс между сладост и горчивина.

Бирите Westvleteren се продават без етикети, но използват капачки в различна цветова гама: Westvleteren Blonde – зелена капачка, Westvleteren 8 – синя капачка и Westvleteren 12 – жълта капачка. За разлика от всички останали трапистки бири Westvleteren не се предлагат в търговската мрежа и могат да бъдат закупени само в абатството, и то след предварителна резервация. При посещение в манастира могат да се закупят до 72 бутилки по 0,33 л. на лек автомобил, като е забранена препродажбата на бирата на трети лица.
До 2005 г. не е невъзможно човек да се снабди с тази марка бира. На 15 юни 2005 г. американският уеб сайт RateBeer.com обявява Westvleteren Abt 12 най-добрата бира на света. Същата бира печели първото място в класацията и през 2006, 2007, и 2010 г. Тази неочаквана известност води до повишено търсене и масов прилив на любители на бира в манастира. Независимо от търсенето, производството остава същото: 4800 хектолитра годишно. Според монасите, те произвеждат достатъчно, за да може общността да оцелее икономически и да се помогне на бедните в техните грижи.

### La Trappe
Ла Трапе е трапистка бира, произведена и бутилирана в пивоварната на абатство „Koningshoeven“, на 3 км. от гр.Тилбург, Нидерландия, в близост до границата с Белгия. Абатството е основано на 4 март 1881 г. от френски монаси-траписти. Монашеската общност бързо се увеличава и поради недостига на плодородни обработваеми земи, монасите решават да построят малка пивоварна, която да подпомага издръжката на манастира. Пивоварната е открита и през 1884 г. започва производство на долноферментирала бира – лагер. През 1920-те години пивоварната е модернизирана. През 1928 г. започва производство на светла лагер бира с алкохолно съдържание 4 %. През 1957 г. за нуждите на пивоварната е закупена нова машина за пастьоризация, през 1959 г. е оборудвана нова лаборатория, през 1967 г. са доставени нови цистерни за бира. През 1980 г. монасите започват производство на горноферментирала бира – ейл с марката „La Trappe“ на базата на рецепти от петдесетте години. През 1987 г. започва цялостна модернизация на пивоварната. Новата пивоварна влиза в експлоатация през 1989 г.
Търговският асортимент на пивоварната включва девет марки:
- La Trappe Blond – светла бира с тъмнооранжево-златист цвят и алкохолно съдържание 6,5 %. Отличава се с плодов и свеж аромат, леко малцов и леко сладък вкус, мек финал с лека горчивина в послевкуса.[64]
- La Trappe Dubbel известна и като La Trappe Dominus Dubbel – тъмна бира с наситено червено-кафяв цвят, с алкохолно съдържание 7 %, богат аромат на малц и карамел, по-сладък вкус със свеж послевкус.[65]
- La Trappe Tripel известна и като La Trappe Dominus Tripel – бира с червено-кехлибарен цвят, с алкохолно съдържание 8 %. Използването на кориандър дава пикантен характер. Плодов, горчив вкус и аромат.[66]
- La Trappe Quadrupel – силна бира с червеникав цвят, с алкохолно съдържание 10 %. Отличава се с плътност, плодов аромат на ябълка и слива, силно присъствие на алкохол, в производство от 1991 г.
- La Trappe Isid'or – бира с алкохолно съдържание 7,5 %. В производство от 2009 г. по повод 125-годишнината на пивоварната и в чест на брат Isidorus, първия пивовар на „Koningshoeven“.[67]
- La Trappe Quadrupel Oak Aged – силна бира с алкохолно съдържание 10 %, в производство от 2010 г.
- La Trappe Witte Trappist – светла бяла бира с алкохолно съдържание 5,5 %, в производство от 2003 г.
- La Trappe Bockbier – тъмна бок бира с алкохолно съдържание 7 %. Отличава се с тъмно медно-червен цвят, средна плътност, във вкуса доминират сладост и лека горчивина; наситен аромат на ябълки и карамел, с нотки на шоколад, в производство от 2004 г.
- La Trappe PUUR – бира с алкохолно съдържание 4,7 %, в производство от 2010 г.

### Mont des Cats
Мон де Ка е трапистка бира, произведена и бутилирана в пивоварната на абатство „Notre-Dame de Scourmont“ в Шиме (Белгия), от името на абатство „Sainte Marie du Mont des Cats“ (Франция).
Пивоварната на френското абатство „Mont des Cats“ е създадена през 1848 г. Производството на бира в абатството спира през 1905 г. след указ за експулсиране на чуждите монаси от Франция. Голяма част от монасите са чужденци и емигрират в Белгия.
През април 1918 г. по време на Първата световна война, следва нов удар – абатството и пивоварната са напълно разрушени при бомбардировки от германските войски. По-късно абатството е възстановено, но не и разрушената пивоварна.
163 години след първата си произведена бира, абатството се връща към пивоварната традиция. На 16 юни 2011 г. френското абатство започна продажба на собствена марка бира „Mont des Cats“. Това е осмата в света трапистка бира и макар че има право да се нарича „трапистка“, на етикетите и не може да се поставя знака „Автентичен трапистки продукт“.
Бирата „Mont des Cats“ има красив кехлибарено-златист цвят, отличава се с балансиран сладко горчив вкус, с фин привкус на карамел от тъмния малц и богат аромат на хмел и плодове, с леки нотки на цветя и цитрусови плодове. Алкохолното съдържание е 7,6 %.

### Engelszell
Енгелсцел е трапистка бира, произведена и бутилирана в пивоварната на абатство „Stift Engelszell“, в близост до град Енгелхартсцел на Дунав, провинция Горна Австрия, Австрия.
От 1590 г. в абатството се вари собствена бира. Производството обаче е прекратено през 1929 г.
През ноември 2011 г. започва строителствота на нова пивоварна. Тя е инсталирана в съществуващите стопански постройки на манастира и е с капацитет за производство до 2500 хектолитра годишно.
На 8 февруари 2012 г. в новата пивоварна в австрийското абатство е сварена първата трапистка бира след затварянето на пивоварната през 1929 г.
Новата австрийска бира е пусната на пазара през май 2012 г. Тя е направена по метода на високата ферментация в две разновидности:
- Engelszell Benno – светла бира с алкохолно съдържание 6,9 % об.; и
- Engelszell Gregorius – тъмна бира с алкохолно съдържание 9,7 % об. [70]

### Zundert
Zundert Trappist е десетата трапистка бира, произведена и бутилирана в пивоварната „De Kieviet“ на нидерландското абатство „Abdij Maria Toevlucht“, в близост до град Зюндерт, провинция Северен Брабант, Нидерландия, чието производство започва през 2013 г.
През октомври 2012 г. започва строителството на манастирската пивоварна, което приключва през април 2013 г. Пивоварната е оборудвана с инсталация, доставена от Германия. Пивоварната е наречена „De Kieviet“ на птицата обикновена калугерица, която става и емблема на новата пивоварна.
В края на пролетта на 2013 г. е сварена първата полутъмна 8 градусова бира Zundert Trappist, която е официално представена пред публиката на 29 ноември 2013 г.
Бирата е тъмнокафяв ейл в стил „трипъл“ с плодови и бананови нотки в аромата и вкус в който се усещат мед, цитруси и лешници, с дълъг и горчивия послевкус на ароматен хмел и кориандър. 
На заседание на Международната трапистка асоциация на 10.12.2013 г., след извършена проверка на пивоварната, е взето решение за присъждане логото „Автентичен трапистки продукт“ на трапистката бира „Зюндерт“. 

## Чаши
Белгийските пивоварни, в това число и трапистките такива, по традиция предлагат своите бири в специално изработени потребителски чаши. Чашите за трапистка бира са във формата на бокал или потир. Разликата между тях е основно в дебелина на стъклото. Бокалите се изработват от по тънко стъкло, докато чашите – потири са по тежки, изработени от по-дебело стъкло.
- Чаша Chimay
- Чаша Orval
- Чаша Rochefort
- Чаша Westmalle
- Чаша Westvleteren
- Чаша La Trappe

## Трапистки туризъм
Организираните туристически посещения и обиколки на трапистките абатства, за да се дегустират на място прочутите трапистки бири, стават особено популярни през последните две десетилетия, насърчавани от популярността на трапистката пивоварна традиция и от пропагандирането и от страна на специалисти и ентусиасти като „ловецът на бири“ Майкъл Джексън.
Повечето абатски пивоварни поддържат посетителски центрове, където произвежданите от тях бири могат да бъдат опитани и купени, както и други монашески продукти като хляб, сирене, шоколад, ликьори и др. Самите абатства обикновено не са достъпни за туристи, въпреки че по изключение може да се нощува в някои от тях (например в Achel), но само ако целта на посещението не е туристическа.